# Tống Triết Tông
Tống Triết Tông (chữ Hán: 宋哲宗, 4 tháng 1, 1077 - 23 tháng 2, 1100), húy Triệu Hú (趙煦), là vị Hoàng đế thứ bảy của vương triều Bắc Tống trong lịch sử Trung Quốc, ở ngôi từ năm 1085 đến năm 1100, tổng 15 năm.
Năm 1085, Thần Tông qua đời, Triệu Hú khi đó mới 9 tuổi được lập làm Hoàng đế. Do ông còn nhỏ, quyền hành trong triều nằm trong tay Tuyên Nhân Cao Thái hoàng Thái hậu. Năm 1093, Thái hoàng Thái hậu băng hà, Triết Tông đích thân chấp chính. Khi biết tin Tây Hạ chuẩn bị sang xâm lược, ông đã giảm thuế ba năm và chuẩn bị phản công. Sau hơn gần 1 năm chiến đấu, quân Tống rốt cuộc cũng chiến thắng quân Tây Hạ, gây nên thanh thế lớn. Cũng vì thế mà Liêu phải nể sợ và Tây Hạ thần phục, chịu bỏ khoản cống nộp và dần dần bỏ ý định xâm lược nhà Tống. Đồng thời ông loạt bỏ các thế lực thủ cựu, trọng dụng các đại thần thuộc phe cải cách, thực hiện lại biến pháp của Vương An Thạch vốn bị xóa bỏ vào thời kỳ nhiếp chính của tổ mẫu ông là Cao Thái hoàng Thái hậu.
Tống Triết Tông qua đời mà không có con nối dõi. Do vậy ngôi Hoàng đế thuộc về người em trai ruột của ông là Triệu Cát, tức là Tống Huy Tông.

## Thân thế
Tống Triết Tông nguyên danh Triệu Dung (趙傭), sinh ngày 7 tháng 12 (ÂL) năm Hi Ninh thứ 9, là con trai thứ 6 của Tống Thần Tông Triệu Húc, nhưng do 5 người con trai đầu tiên của Thần Tông đều mất sớm cho nên lúc này, Triệu Hú chính là trưởng tử của Thần Tông, mẹ là Đức phi Chu thị, sau truy tôn Khâm Thành Hoàng hậu. Khi vừa được sinh ra không lâu, Triệu Dung được phong chức Kiểm giáo Thái úy, kiêm Tiết độ sứ Thiên Bình Quân, tước Quân quốc công (均國公)..
Năm 1082, ông lại được thăng làm Khai phủ nghi đồng tam ti, kiêm Tiết độ sứ Chương Vũ Quân, tiến tước Diên An Quận vương (延安郡王). Mùa xuân năm 1084, vào dịp Thần Tông cùng quần thần làm yến tiệc ở Tập Anh điện, Diên An Quận vương Dung cũng có mặt ở đó. Tuy ông còn nhỏ nhưng đã tỏ ra chững chạc, có phong thái Đế vương, quần thần hết sức khen ngợi. Năm ấy ông mới 8 tuổi.
Tháng 2 năm 1085, Thần Tông Hoàng đế bệnh nặng, không thể xử lý triều chính. Vào lúc này, con lớn nhất của Thần Tông là Triệu Dung cũng chỉ 9 tuổi, mà hai người em trai khác của Thần Tông là Triệu Hạo cùng Triệu Quân đều đương khỏe mạnh, trưởng thành, luận về Xã tắc đều xứng làm Hoàng đế. Trong lúc triều chính rối bời, quần thần là Thái Xác (蔡确), Hình Thứ (邢恕) cũng có ý lập 2 em trai kia của Thần Tông, nhưng khi hỏi hai cháu trai của Cao Thái hậu đều không dò la được tình hình, bèn quyết định ủng hộ Diên An Quận vương. Khi Thái Xác gặp Tể tướng Vương Khuê, Khuê nói:"Hoàng thượng có con trai", Thái Xác bèn nhanh chóng làm phe ủng hộ Diên An quận vương, nhằm cướp công về mình. Khi ấy Tể tướng Vương Khuê dẫn quần thần thăm bệnh Thần Tông, tâu xin lập Trữ quân và xin cho Cao Thái hậu có thể lâm triều nghe chính, Thần Tông chuẩn y. Tháng 3 ÂL, Cao Thái hậu lên triều, tuyên bố chỉ dụ lập Diên An Quận vương làm Hoàng thái tử, chính thức đổi tên là Triệu Hú.
Ngày 1 tháng 4 năm đó, Thần Tông băng hà, Thái tử tức vị Hoàng đế, tức là Tống Triết Tông. Tôn Hoàng thái hậu Cao thị làm Thái hoàng Thái hậu, lâm triều nghe chính, đồng thời tấn tôn Hoàng hậu Hướng thị làm Hoàng thái hậu, sinh mẫu là Đức phi Chu thị làm Hoàng thái phi.

## Cao Thái hoàng Thái hậu nhiếp chính
Thái hoàng Thái hậu tiến phong Thượng thư Tả bộc xạ Vương Khuê làm Kì quốc công, Hoàng thúc Ung vương Hạo làm Dương vương, Tào vương làm Kinh vương, Hoàng đệ Cát làm Toại Ninh Quận vương, Tất làm Đại Ninh Quận vương, Hu làm Hàm Ninh Quận vương, Tự làm Phổ Ninh Quận vương, Văn Ngạn Bác làm Tư đồ, Vương An Thạch làm Tư không
Trước kia khi Thần Tông còn sống, đã có ý triệu dùng lại Tư Mã Quang, đến khi Triết Tông lên ngôi thì Quang mới khởi hành về kinh. Người dân trong kinh thành được tin Quang đến, hò reo vui mừng, Quang sợ bị đàn hặc nên lại về Lạc. Thái hoàng Thái hậu nghe được, sai Trương Duy Giản đến gọi về. Tư Mã Quang đề nghị triều đình mở rộng ngôn luận. Thái hoàng nghe theo, cho yết bảng ở triều đường để bá quan có việc gì thấy không tiện có thể nói; lại xuống chiếu nói về những sai sót trong chính trị thời Thần Tông và dự định sửa lại. Thái Xác biết được, liền soạn ra sáu điều cấm như phao tin thất thiệt... để xử tội và không được xá miễn. Tư Mã Quang biết được, không vừa lòng và cho rằng đó là ngăn cản lời can gián. Thái hoàng Thái hậu cũng triệu Tư Mã Quang, Lã Công Trứ, Tô Thức trở về triều.
Mùa hạ năm 1085, Thượng thư Tả bộc xạ Vương Khuê qua đời, tướng vị bỏ trống. Triều đình dùng Hữu bộc xạ Thái Xác lên giữ chức Tả bộc xạ kiêm Môn hạ Thị lang; Hàn Chẩn làm Thượng thư Hữu bộc xạ kiêm Trung thư Thị lang, Chương Đôn tri Xu mật viện, Tư Mã Quang nhận chức Môn hạ Thị lang, Lã Công Trứ Thượng thư Tả thừa. Quang dâng sớ nói rằng, tân pháp bất tiện nên sửa lại. Thái Xác cãi lại rằng chưa hết tang 3 năm thì không được đổi phép của cha, nhưng Tư Mã Quang dùng lý lẽ bác lại, bọn Thái Xác không nói gì được nữa.
Tư Mã Quang và Lã Công Trứ bãi bỏ chư xử bảo giáp, nghĩa thương, phương điền. Đầu năm 1086, các đại thần Vương Địch, Tôn Giác, Lưu Chí, Tô Triệt... liên danh hặc tội Thái Xác, Chương Đôn, Hàn Chẩn làm điều gian trá. Thái Xác bị cách chức, đày ra Trần châu. Dùng Tư Mã Quang làm Thượng thư Tả bộc xạ kiêm Môn hạ Thị lang, Lã Công Trứ làm Môn hạ Thị lang; Lý Thanh Thần và Lã Đại Phòng là Thượng thư Tả, Hữu thừa, Phạm Thuần Nhân Đồng tri Xu mật viện sự. Vương An Thạch ở Kim Lăng, nghe tin triều đình có ý bãi miễn dịch, tỏ ra bất bình và nói quan chấp chính là một bọn hồ đồ. Tháng 5 năm 1086, An Thạch qua đời.
Trong năm này dùng Văn Ngạn Bác làm Bình chương Quân quốc trọng sự, sáu ngày vào triều một lần, một tháng hai lần đến bàn việc. Tư Mã Quang bỏ Thanh Miêu pháp, Miễn dịch pháp. Các đại thần thuộc phe cải cách lần lượt bị giáng chức, trong đó Lã Huệ Khanh. Về việc bãi phép miễn dịch, Tư Mã Quang chủ trương phục hồi phép sai dịch. Tô Thức nói nên teo mộ dịch pháp những năm đầu Hi Ninh vì có 5 điều lợi, Tư Mã Quang không nghe. Phạm Thuần Nhân cũng tán đồng ý kiến của Tô Thức, nhưng rốt cục Tư Mã Quang vẫn quyết định đổi miễn dịch thành sai dịch. Tháng 11 năm đó, Tư Mã Quang qua đời, truy tặng Thái sư Ôn quốc công.
Sau khi Tư Mã Quang qua đời, Lã Công Trứ lên thay làm Đồng bình Chương quân quốc sự; Lã Đại Phòng làm Trung thư Thị lang, Lưu Chí làm Thượng thư Hữu thừa; lại phong cho Tô Thức làm Hàn lâm Học sĩ. Lúc Tư Mã Quang qua đời, trong cung đang có cuộc vui. Các đại thần muốn tới viếng, song có Trình Di phản bác bảo rằng khóc thì không hát và đề nghị không đến, Tô Thức phản bác lại, từ đó hai bên sinh ra hiềm khích với nhau, triều đình lại chia bè kết cánh mà đấu đá. Phe Tô Thức gọi là đảng Thục, phe Trình Di gọi là Đảng Lạc, phe Lưu Chí, Lương Đảo là Đảng sóc... Đầu năm 1087, nhân Tô Thức ra đề thi có ý chê trách Bách quan Hữu tư và Giám tư Thủ lệnh; bọn Giải Dịch, Chu Quang Đình hặc tội Thức phỉ báng Tiên đế. Thái hoàng Thái hậu theo ý kiến của Vương Địch và Phạm Thuần Nhân, nói Tô Thức không có ý xấu nên không bắt tội. Sau đó một lần Triết Tông lâm bệnh, Thái hoàng Thái hậu không muốn bên ngoài biết. Trình Di đem việc đó nói cho Lã Công Trứ, Công Trứ vào triều hỏi Thái hoàng Thái hậu; đình thần hặc tội Trình Di vì nói nhiều, nên Di không được giảng sách nữa mà chuyển làm Kinh Tây Quốc tử giám (1092).
Đầu năm 1089 Lã Công Trứ qua đời, Tô Thức bị bãi chức vì bị đàn hặc. Lã Đại Phòng, Phạm Thuần Nhân làm Thượng thư Tả, Hữu bộc xạ, nhưng không lâu sau Thuần Nhân bị cho là cùng phe với Thái Xác nên phải đày ra Dĩnh châu. Năm 1092, Triết Tông đã 15 tuổi. Thái hoàng Thái hậu chọn con gái các quan đại thần vào cung, rồi phong cho cháu của Mã quân Đô ngu hậu Mạnh Nguyên, năm đó 19 tuổi làm Hoàng hậu. Thái hoàng Thái hậu mệnh Thượng thư Tả bộc xạ Lã Đại Phòng làm Phụng nghênh sứ, Đồng tri Xu mật viện Phạm Thuần Nhân làm Phó, Tô Tụng làm Phát sách sứ, Vương Tông Thành làm Nạp thành sứ, Vương Tồn và Lưu Phụng Thế làm Nạp cát sứ, Lương Đảo làm Nạp thái sứ... thực hiện nghi lễ phong Hậu. Tháng 5 ÂL, Triết Tông lên điện Văn Đức làm lễ sắc phong Hoàng hậu. Thái hoàng Thái hậu bảo Hoàng hậu là người hiền thục, nhưng e là bạc phận.
Mùa hạ năm đó, dùng Tô Tụng làm Thượng thư Hữu bộc xạ kiêm Trung thư Thị lang, Tô Triệt làm Môn hạ Thị lang, Phạm Bách Lộc làm Trung thư Thị lang, Lương Đảo, Trịnh Ung làm Thượng thư Tả, Hữu thừa, Hàn Trung Ngạn Tri Xu mật viện sự, Lưu Phụng Thế làm Thiêm thư Xu mật viện sự, phục chức cho Tô Thức là Thượng thư bộ Binh kiêm Thị độc. Về tình hình đối ngoại, trong thời kì này, biên giới Tống - Hạ yên ắng hơn thời Thần Tông; người Hạ sai sứ đến xin lại phần đất bị chiếm; Thái hoàng Thái hậu trả lại 4 trại; từ đó hai nước hòa hảo trong một thời gian.
Đầu năm 1093, cựu tướng Thái Xác qua đời. Tháng sau, Tô Tụng và Phạm Bách Lộc bị bãi chức, rồi đến Lương Đảo cũng mất chức Thượng thư Tả thừa. Mùa thu năm đó, Triết Tông cất nhắc Phạm Thuần Nhân làm Thượng thư Hữu bộc xạ, trở lại tướng vị.
Tháng 9 ÂL cùng năm, Thái hoàng Thái hậu Cao thị qua đời, hưởng thọ 62 tuổi, thụy hiệu là Tuyên Nhân Thánh Liệt Hoàng hậu. Thái hoàng Thái hậu từ khi buông mành, triệu dụng danh thần, bãi bỏ tân pháp. Lâm triều 9 năm, triều đình trong sáng, người Hạ phải quy phục. Đối với người trong họ, chỉ ban nhiều của cải, không cho tham dự chính quyền, người đời sau gọi bà là Nghiêu Thuấn trong nữ giới. Sau khi Thái hoàng Thái hậu qua đời, Triết Tông có thể đích thân chấp chính.

## Đích thân chấp chính
Triết Tông đích thân chấp chính từ đầu tháng 10 ÂL năm thứ 8 Nguyên Hựu (1093). Ngay sau đó, Hàn lâm Học sĩ Phạm Tổ Vũ và Lã Hi Triết, Lã Đào đều dâng sớ ủng hộ phe thủ cựu, ám chỉ các đại thần Nguyên Phong là tiểu nhân, nói chúng nhân dịp này sẽ nổi lên, phải thẳng tay trừng trị, Triết Tông không trả lời, sau đó lại dùng bọn Nội thị Nhạc Sĩ Tuyên 6 người. Có Dương Úy nhân lúc Tả tướng Lã Đại Phòng đang lo tang lễ cho Thái hậu, vào mật tâu tân pháp của Vương An Thạch làm quốc gia lớn mạnh no đủ, xin với Triết Tông kế thừa pháp chế của Tiên vương. Triết Tông theo lời Dương Úy, triệu lại các đại thần Nguyên Phong: Chương Đôn, An Đảo, Lã Huệ Khanh, Đặng Ôn Bá, Lý Thanh Thần.
Năm 1094, dùng Lý Thanh Thần làm Trung thư Thị lang, Đặng Ôn Bá Thượng thư Hữu thừa. Bãi chức hai Tể tướng Lã Đại Phòng, Phạm Thuần Nhân cùng Tô Thức, Tô Triệt, Phạm Tổ Vũ... Dùng Tăng Bố làm Đồng tri Xu mật viện sự, Thái Kinh quyền Thượng thư bộ Hộ. Tăng Bố xin khôi phục tân pháp, cải nguyên cho hợp với ý trời lòng người. Triết Tông mới đổi niên hiệu Thiệu Thánh, tỏ ý khôi phục tân pháp. Mùa hạ năm đó, tiến phong Chương Đôn làm Thượng thư Tả bộc xạ kiêm Môn hạ Thị lang, An Đôn làm Môn hạ Thị lang, Hoàng Lý Ngự sử Trung thừa. Chương Đôn cùng Thái Kinh bàn về tân pháp, quyết định theo việc cũ thời Hi Ninh, phục hồi miễn dịch pháp, miễn hành tiền, bảo giáp pháp..., bãi thập khóa cử sĩ pháp, Ngũ Lộ kinh luật thông lễ khoa, Tu quan chế cục... Bọn đại thần mới được dùng gièm pha để Triết Tông truy đoạt quan tước đã tặng cho Tư Mã Quang, Lã Công Trứ, biếm chức Lã Đại Phòng, Phạm Thuần Nhân, Lưu Chí, Tô Triệt. Chương Đôn cùng Thái Biện đề nghị mở quan chặt xác Tư Mã Quang, Lã Công Trứ; Triết Tông đem việc này nói với Hứa Tương nhưng Tương cực lực can gián, nên thôi.
Năm 1095, Chương Đôn xin triệu Lã Huệ Khanh làm Tư Chính điện Học sĩ, Tri phủ Đại Danh. Giám sát Ngự sử Thường An Dân bảo Huệ Khanh không đảm đương được việc, vả lại trước đây từng đi theo Vương An Thạch rồi phản ông ta, nay Huệ Khanh về triều sẽ tìm cách để được ở lại; quả nhiên có chuyện đó, Triết Tông quyết định không cho Huệ Khanh làm quan ở kinh. Do đó An Dân bị Chương Đôn đàn hặc rồi bị đày ra Từ châu. Phạm Tổ Vũ lại bị giáng ra Hạ châu, Lưu An Thế ra Anh châu; Lã Đại Phòng bị biếm ra Viễn châu, cả đời không được về triều.
Cuối năm 1095, dùng Hứa Tương, Thái Biện làm Thượng thư Tả, Hữu thừa; bãi chức tri Xu mật Hàn Trung Ngạn. Phong Hoàng đệ Đại Ninh vương Tất làm Thân vương; Toại Ninh vương Cát làm Đoan vương. Lúc bấy giờ ở trong hậu cung, Mạnh Hoàng hậu tuy là chính vị, nhưng không được sủng ái; mà Lưu Tiệp dư đắc sủng. Tiệp dư có hiềm khích với Hoàng hậu, tìm cách lật đổ, bèn cùng Nội thị Hác Tùy liên lạc với bọn Chương Đôn, Thái Kinh bên ngoài. Vào cuối năm 1096, con gái Hoàng hậu là Công chúa Phúc Khánh bị bệnh; có người chị của hậu thường ra vào cung cấm, biết chuyện đó liền đi xin một lá bùa trừ tà cho Công chúa. Mạnh hậu biết chuyện, sợ mang vạ nên nói lại với Triết Tông, Triết Tông ban đầu không trách tội gì. Nhưng không bao lâu sau, có người của Tiệp dư đến tố cáo mẹ nuôi của hậu là Yến thị cầu khấn trong am Tam Mạo, xin cho hậu sớm sinh được Hoàng tử. Lưu Tiệp dư phao tin khắp trong cung rằng Mạnh hậu dùng bùa chú, tà thuật với ý đồ xấu. Một hôm, Hác Tùy lại đến tố cáo Mạnh hậu làm phép trong am, Triết Tông sai người đến bắt hoạn quan, cung nữ hơn 30 người, giao cho bọn Đổng Đôn Dật tra hỏi, không ai chịu khai gian. Đôn Dật bị Chương Đôn uy hiếp, phải làm một bản khẩu cung giả trình lên. Triết Tông hạ chiếu phế bỏ Mạnh hậu, đày ra Diêu Hoa cung, hiệu Hoa Dương giáo chủ, pháp danh Xung Chân.
Về sau Đôn Dật cắn rứt lương tâm, xin xét lại án, Tăng Bố can là không nên. Triết Tông thôi không xét nữa nhưng vẫn thầm trách Chương Đôn. Năm 1097, các đại thần phe Nguyên Hựu lại bị bài xích và bãi chức:Tư Mã Quang, Lã Công Trứ truy biếm xuống tận chức Tư hộ Tham quân; Lã Đại Phòng, Lương Đảo, Lưu Chí, Tô Triệt, Phạm Thuần Nhân bị đày ra Lĩnh Nam, Đại Phòng, Lưu Chí và Lương Đảo chết trên đường đi; Trình Di cũng bị đày ra Phù châu. Dùng Tăng Bố làm Tri Xu mật, Hứa Tương Trung thư Thị lang; Thái Biện và Hoàng Lý làm Thượng thư Tả, Hữu thừa. Giữa năm đó, cựu tướng Văn Ngạn Bác qua đời, thọ 92 tuổi.
Thái Biện sau khi lật hết cựu thần Nguyên Hựu vẫn chưa yên tâm, tính đến cả chuyện lật đổ Tuyên Nhân Thái hậu, bèn dâng biểu nói rằng Thái hậu khi xưa có ý cùng Tư Mã Quang làm việc phế lập. Lại sai Hác Tùy phao tin trong cung rằng khi Triết Tông còn bé, Thái hoàng Thái hậu từng có ý hại chết. Vào năm 1098, Chương Đôn, Thái Biện dâng sớ xin phế Tuyên Nhân xuống làm thứ nhân. Họ cho triệu Trương Sĩ Lương là Nội thị gần gũi của Thái hoàng Thái hậu về triều, bắt phải khai theo lời chúng, nhưng Sĩ Lương không theo. An Đôn và Thái Kinh làm một bản cáo trạng giả dâng lên. Triết Tông có ý nghi hoặc, đã cho giết Trần Diễn, Trương Sĩ Lương, Lưu Viện vì tội li gián hai chúng, lại định theo lời của bọn Chương Đôn mà phế Thái hoàng Thái hậu; nhưng Thái hậu và Thái phi biết được, khóc lóc không thôi, nên Triết Tông bỏ ý định này. Hôm sau, Đôn và Biện lại dâng sớ lần nữa, Triết Tông tức giận nói:"Bọn khanh không muốn trẫm vào miếu Anh Tông hay sao".
Hai người người đó đành thôi. Lưu Tiệp dư lúc này đã được phong lên làm Hiền phi, mong mỏi được chính vị trung cung. Tháng 9 năm 1099, Lưu Hiền phi hạ sinh Hoàng tử Triệu Mậu, lập tức sau đó Lưu thị được sắc phong làm Hoàng hậu. Tả chánh ngôn Trâu Hạo dâng sớ nói Lưu thị tranh giành với Mạnh hậu thì không nên cho làm Hoàng hậu, Triết Tông bảo:"Tổ tông trước cũng đã từng có lệ bà Minh Túc, đâu phải tự trẫm đặt ra đâu".
Hạo nói việc lập Minh Túc Thái hậu khi xưa là lỗi của Tống Chân Tông, không nên học theo. Triết Tông biến sắc không nói gì; Chương Đôn thừa cơ buộc tội Trâu Hạo, đày ra Tân châu. Thượng thư Hữu thừa Hoàng Lý bênh vực cho Hạo cũng bị cách chức, lưu đày. Về tình hình đối ngoại, từ cuối những năm Thiệu Thánh, nước Hạ thường quyên quấy phá biên giới. Quân đội ở biên cương chống đỡ có hiệu quả, đẩy lui được nhiều cuộc tiến công của người Hạ. Khi biết tin Tây Hạ chuẩn bị sang xâm lược, Triết Tông đã giảm thuế ba năm và chuẩn bị phản công. Sau hơn gần 1 năm chiến đấu, quân Tống rốt cuộc cũng chiến thắng quân Tây Hạ, gây nên thanh thế lớn. Tuy vậy, sứ Hạ lại sang Liêu cầu cứu, xin được cưới Công chúa người Liêu và xin hòa đàm với Bắc Tống. Do đó mà các chiến dịch chống Hạ phải dừng. Hạ chủ phải sai sứ sang Tống thỉnh tội thì Triết Tông mới thôi đánh.

## Qua đời
Hoàng tử Triệu Mậu chào đời mới hơn một tháng thì đã chết yểu, truy tặng Việt vương (越王), thụy Xung Hiến (冲献); còn Triết Tông cũng sớm lâm bệnh. Vào dịp Tết Nguyên đán năm Nguyên Phù thứ 3 (1100), Triết Tông nằm liệt giường không thể lên triều.
Ngày mùng 8 tết, tức là 23 tháng 2 năm 1100, Triết Tông băng ở Phúc Ninh điện, thọ 24 tuổi. Thụy hiệu đầy đủ Hiến Nguyên Kế Đạo Hiển Đức Định Công Khâm Văn Duệ Vũ Tề Thánh Chiêu Hiếu Hoàng đế (憲元繼道顯德定功欽文睿武齊聖昭孝皇帝), an táng ở Vĩnh Thái lăng (永泰陵).
Hoàng đế băng mà không có người nối dõi, tình thế đó khiến đích mẫu của Triết Tông là Hướng Thái hậu quyết định lập Hoàng đệ Đoan vương Triệu Cát lên ngôi, tức là Tống Huy Tông.

## Gia đình
- Cha: Tống Thần Tông Triệu Húc.
- Mẹ: Khâm Thành Hoàng hậu Chu thị (欽成皇后朱氏), vốn là Đức phi (德妃). Khi Triết Tông Hoàng đế đăng cơ, tấn phong Thánh Thụy Hoàng thái phi (聖瑞皇太妃), sau tôn lên Hoàng thái hậu.

### Hậu phi

Chiêu Từ Thánh Hiến Hoàng hậu Mạnh thị

1. Chiêu Từ Thánh Hiến Hoàng hậu Mạnh thị (昭慈聖獻皇后孟氏), người Hà Bắc, xuất thân thế gia, là cháu gái của Thái úy Mạnh Nguyên (孟元). Năm 1096 bị phế truất, trải qua hai lần phục giáng liên tiếp, cuối cùng được Tống Cao Tông tôn làm Long Hựu Hoàng thái hậu. Sinh ra Đặng Quốc Công chúa.
2. Chiêu Hoài Hoàng hậu Lưu Thanh Tinh (昭懷皇后刘氏), được chép là Minh diễm quan hậu đình, đa tài đa nghệ (明艳冠后庭，多才多艺). Từ vị Tiệp dư (婕妤), tấn phong Hiền phi (賢妃). Năm 1096, mưu hại Mạnh Hoàng hậu, được lập làm Kế Hoàng hậu. Sinh ra Hiến Mẫn Thái tử Triệu Mậu, Tần Quốc Công chúa và Dương Quốc Công chúa.
3. Mộ Dung Quý phi (慕容贵妃), ban đầu phong Ngự thị (御侍). Huy Tông kế vị, tôn làm Tài nhân (才人), rồi Mỹ nhân (美人). Khi Bắc Tống diệt vong, bà ẩn náu ở Giang Nam, sau được Tống Cao Tông rước về phong làm Tiệp dư (婕妤). Dần dần, bà được phong làm Uyển nghi (婉仪) rồi Hiền thái phi (贤太妃). Khi qua đời, tặng làm Quý phi.
4. Trương Tiệp dư (張婕妤).
5. Hồ Tiệp dư (胡婕妤).
6. Hàn Mỹ nhân (韓美人).
7. Ngụy Mỹ nhân (魏美人).
8. Cao Mỹ nhân (高美人).
9. Lưu Tài nhân (劉才人).

### Hoàng tử
1. Hiến Mẫn Thái tử Triệu Mậu (赵茂; 26 tháng 8, 1099 - 6 tháng 10, 1099], chết non, mẹ là Lưu Hoàng hậu, thụy hiệu ban đầu là Việt Xung Hiến vương (越冲献王), sau Huy Tông cải truy làm Thái tử.

### Hoàng nữ
1. Đặng Quốc Công chúa (邓国公主), mẹ là Chiêu Từ Mạnh Hoàng hậu. Sơ phong Phúc Khánh Công chúa (福庆公主), chết khi lên 2 tuổi, tặng làm Đặng Quốc Công chúa. Về sau truy tặng Tuân Mĩ Đế cơ (洵美帝姬).
2. Trần Quốc Công chúa [陈国公主; ? - 1117], mẹ không rõ. Sơ phong Đức Khang Công chúa (德康公主), hạ giá Thạch Đoan Lễ (石端禮), cải phong Trần Quốc Công chúa. Năm Chánh Hòa cải hiệu làm Thục Hòa Đế cơ (淑和帝姬), thụy là Tĩnh Ý (靖懿).
3. Tần Quốc Khang Ý Trưởng Công chúa [秦国康懿长公主, 11 tháng 6, 1096 - 30 tháng 8, 1164], mẹ là Chiêu Hoài Lưu Hoàng hậu. Năm 1098 sách lập làm Ý Khang Công chúa (懿康公主), từ nhỏ rất được Triết Tông và Lưu Hoàng hậu yêu thương chiều chuộng. Tống Huy Tông tức vị, cải thành Gia Quốc Công chúa (嘉国公主), rồi lại thành Khánh Quốc Công chúa (庆国公主). Năm 1112, cải thành Hàn Quốc Công chúa (韩国公主), hạ giá lấy Phan Chính Phu (潘正夫), hậu duệ dòng dõi Khai quốc công thần Phan Mỹ (潘美). Năm sau, cải phong Thục Thuận Đế cơ (淑慎帝姬). Công chúa hạ giá Phan gia, giữ đạo tiết nghĩa, với phu quân phi thường ân ái, được gọi là Hoàng thất hiền cơ (皇室贤姬). Thời Loạn Tĩnh Khang, Công chúa lưu tại Biện Kinh cùng Hiền Đức Ý Hành Đại Trưởng Công chúa (贤德懿行大长公主; con gái của Tống Nhân Tông). Sau Nam Tống tái lập, phế bỏ Đế cơ chế độ, cải phong Ngô Quốc Trưởng Công chúa (吴国长公主), tạm cư Vụ Châu. Tống Hiếu Tông tức vị, tiến phong Tần Quốc Đại Trưởng Công chúa (秦国大长公主).
4. Dương Quốc Công chúa [扬国公主], mẹ là Chiêu Hoài Lưu Hoàng hậu. Sơ phong Ý Ninh Công chúa (懿宁公主), chết non, tặng làm Dương Quốc Công chúa. Sau truy tặng làm Thuần Mĩ Đế cơ (純美帝姬).